# Zgradba
Zgrádba v širšem pomenu besede je predmet, ki je sestavljen iz več kot enega kosa.
Zgradba je lahko tudi:
- kar je določeno z razporeditvijo elementov, razmerji med elementi, ki sestavljajo kako snov, predmet: zgradba kamnine, lesa, vlakna; premog z jasno vidno lesno zgradbo; biti si podoben po zgradbi / telesna zgradba; zgradba organa / zgradba tal;
- razporeditev in medsebojni odnos med glavnimi elementi, sestavinami česa: razčleniti dramsko zgradbo; jezikovna, stilna zgradba romana / zgradba stavkov je zapletena / miselna zgradba;
- kar tvori urejeno celoto česa: njegova filozofska zgradba se je podrla / z oslabljenim pomenom: zgradba političnega sistema politični sistem; stara zgradba tlačanstva je začela pokati.

V ožjem pomenu uporabljamo izraz zgradba za stavbe (hiše, nebotičnike, dvorane, ...) in inženirske konstrukcije (ceste, mostove, ...).

## Vrste
- Po namenu uporabe se zgradbe delijo na: bivalne, proizvodne, trgovske, javne, zdravstvene, kulturne, verske, športne, prometne,...
- Po izdelavi in materialu se zgradbe delijo na: zidane, lesene, kovinske,...